# Partito Socialista Estone dei Lavoratori
Il Partito Socialista Estone dei Lavoratori (in estone: Eesti Sotsialistlik Tööliste Partei - ESTP) fu un partito politico estone di orientamento socialista democratico operativo dal 1925 al 1938.
Si affermò attraverso la confluenza di due soggetti politici:
- il Partito Socialdemocratico Estone dei Lavoratori, fondato nel 1907;
- il Partito Socialista Indipendente Estone dei Lavoratori (Eesti Iseseisev Sotsialistlik Tööliste Partei), nato nel 1919 in seguito ad una scissione dal Partito Socialista Rivoluzionario Estone (Eesti Sotsialistide-Revolutsionääride Partei).

## Risultati
| Elezione          | Voti    | %    | Seggi    |
| ----------------- | ------- | ---- | -------- |
| Parlamentari 1926 | 119.914 | 22,9 | 24 / 100 |
| Parlamentari 1926 | 121.024 | 24,0 | 25 / 100 |
| Parlamentari 1926 | 104.835 | 20,9 | 22 / 100 |